# Polonia ai Giochi della XXVIII Olimpiade
La Polonia partecipò ai Giochi della XXVIII Olimpiade, svoltisi ad Atene, Grecia, dal 13 al 29 agosto 2004, con una delegazione di 194 atleti impegnati in ventuno discipline.